# Yoshimi Ozaki

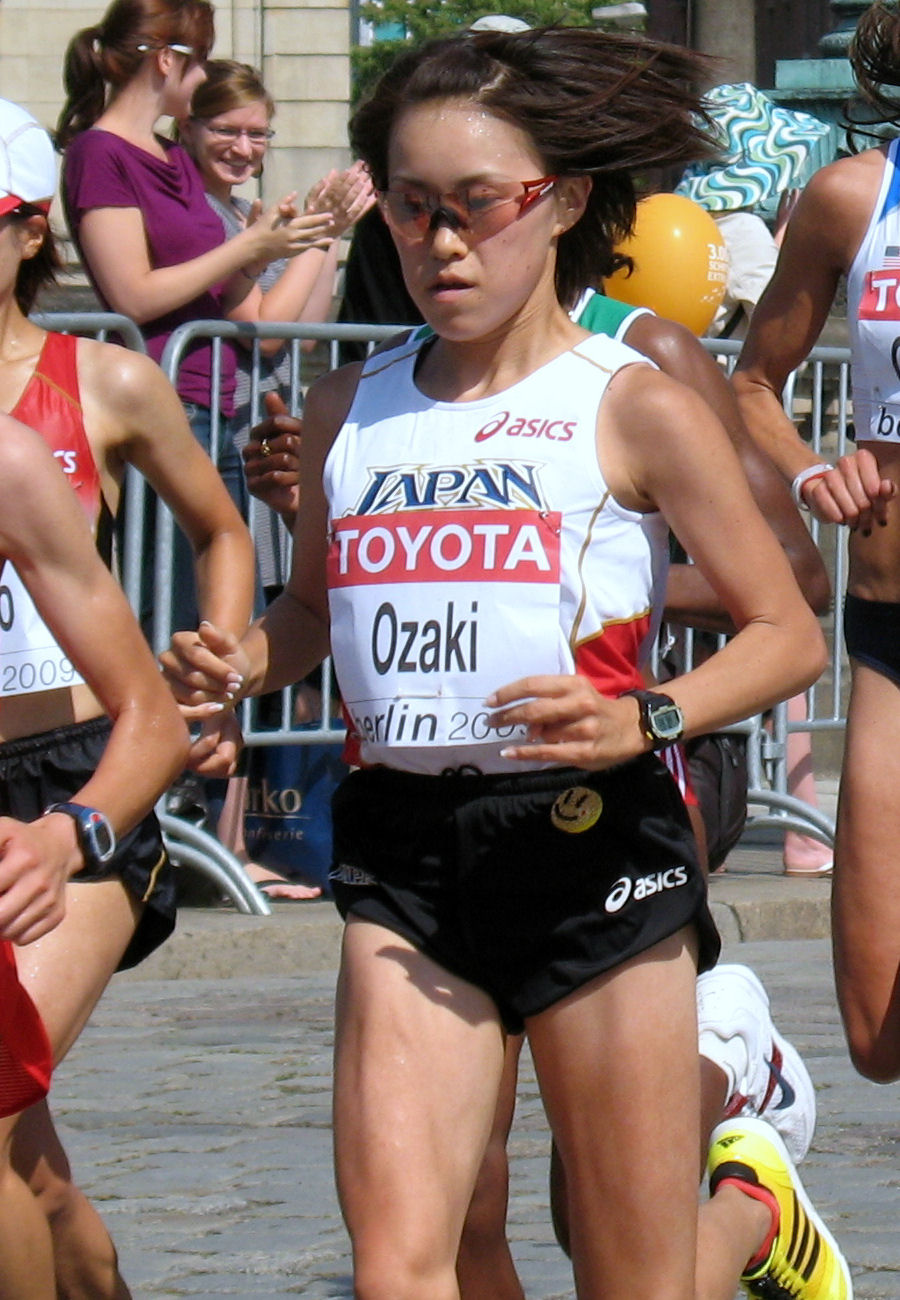
Yoshimi Ozaki (2009)

Yoshimi Ozaki (jap. 尾崎 好美, Ozaki Yoshimi; * 1. Juli 1981 in Yamakita, Ashigarakami-gun, Präfektur Kanagawa) ist eine japanische Langstreckenläuferin.
Bei den Straßenlauf-Weltmeisterschaften 2007 über die Halbmarathon-Distanz in Udine belegte sie den 13. Platz in 1:09:26 h, und Anfang 2008 wurde sie Zweite beim Kagawa-Marugame-Halbmarathon in 1:09:30 h.
Kurz danach gab sie ihr Debüt auf der Volldistanz beim Nagoya-Marathon und wurde Zweite in 2:26:19 h. Am Ende des Jahres siegte sie bei der letzten Austragung des Tokyo International Women’s Marathon in 2:23:30 h und qualifizierte sich damit für die Teilnahme am Marathon der Leichtathletik-Weltmeisterschaften 2009 in Berlin. Dort gewann sie in einer Zeit von 2:25:25 h die Silbermedaille.
2010 belegte sie beim London-Marathon den 13. Platz. Bei den Halbmarathon-Weltmeisterschaften in Nanning wurde sie Neunte und gewann mit der japanischen Mannschaft die Bronzemedaille in der Nationenwertung. 2011 siegte Ozaki beim Yokohama-Marathon und belegte bei den Leichtathletik-Weltmeisterschaften in Daegu den 18. Platz.
Sie startet für das Firmenteam der Lebensversicherung Dai-ichi Life. Ihre ältere Schwester Akemi Ozaki ist ebenfalls als Marathonläuferin erfolgreich.

## Bestleistungen
- 5000 m: 15:28,55 min, 6. Juni 2004, Tottori
- 10.000 m: 31:47,23 min, 24. April 2005, Kōbe
- Halbmarathon: 1:09:26 h, 14. Oktober 2007, Udine
- Marathon: 2:23:30 h, 16. November 2008, Tokio